# Hueyitlalpan

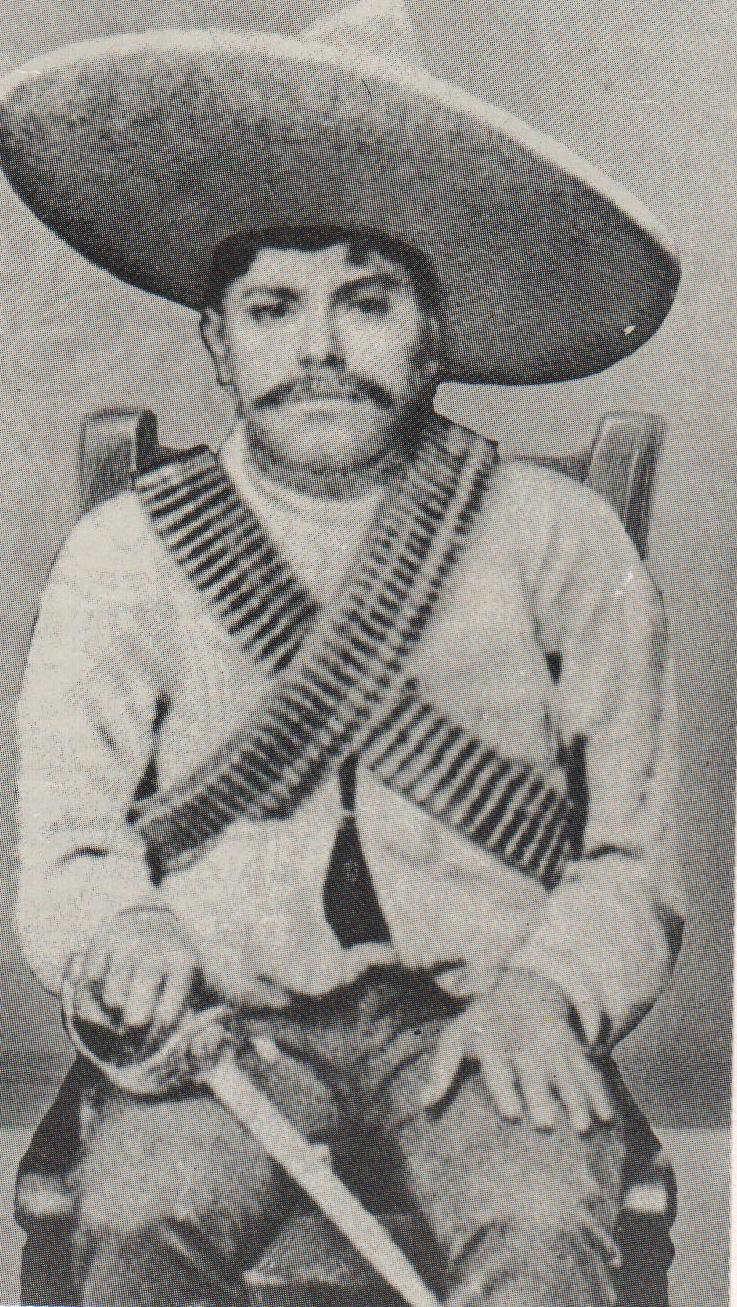
Encarnación Díaz murió en batalla en este pueblo.

Hueyitlalpan es una de las 19 localidades que conforman el municipio de Mártir de Cuilapan en el estado mexicano de Guerrero. Tenía una población de 1.619 habitantes en el 2010. Este pueblo es el más importante además de Apango debido a que existen en sus alrededores manantiales que abastecen de agua a seis localidades del municipio.
Hueyitlalpan se localiza en las coordenadas 17°40′30″N 99°17′44″O / 17.67500, -99.29556 y tiene una altitud de 1600 m s. n. m.

## Demografía
Conforme a los resultados que arrojó el Censo General de Población y Vivienda 2000 efectuado por el INEGI, la localidad tuvo una población de 1,333 habitantes y en 2005 de 1.528 habitantes.
Según el II Conteo de Población y Vivienda efectuado por el Instituto Nacional de Estadística y Geografía en 2010, la localidad contó con una población total de 1.619 habitantes, de esa cantidad, 793 fueron hombres y 826 mujeres.